# Prințesa trufașă
Prințesa trufașă (titlul original: în cehă Pyšná princezna) este un film dramatic de comedie romantică cehoslovac, realizat în 1952 de regizorul Bořivoj Zeman, după un basm popular cules de scriitoarea cehă Božena Němcová, protagoniști fiind actorii Alena Vránová, Vladimír Ráž, Stanislav Neumann și Mária Sýkorová.

## Rezumat
Prințesa Krasomila a Regatului de la Miezul Nopții refuză să se căsătorească cu bunul și dreptul rege Miroslav, pe care îl cunoaște doar dintr-o poză. Totuși, Miroslav nu renunță. Călătorește în Regatul de la Miezul Nopții, unde supușii sunt împovărați cu taxe grele, regele lor slab este controlat de consilieri necinstiți și chiar și cântatul este interzis în țară. Deghizat, Miroslav primește funcția de grădinar al castelului. El crește o floare miraculoasă care cântă cântecul dădacei prințesei, dar se ofilește în prezența unei persoane mândre. 
Capricioasa Krasomila încearcă să-l umilească pe grădinarul harnic, dar sub influența lui și din dorința unei flori cântătoare, comportamentul ei se schimbă și în cele din urmă se îndrăgostește de tânărul și chipeșul bărbat. Consilierii bătrânului rege îl observă cu ostilitate pe Miroslav și în cele din urmă reușesc să-l alunge din castel. Totuși, și prințesa schimbată fuge cu el. Bătrânul rege este tulburat și cere sfatul bonei, pe care a aruncat-o cu ceva timp în urmă în închisoare la instigarea consilierilor săi răuvoitori. Dădaca îi spune cine este Miroslav, iar la sfatul ei regele trimite mesageri la refugiați, scade taxele și ridică interdicția de a cânta. Când Krasomila află că grădinarul este de fapt regele Miroslav, se simte puțin jignită, dar în cele din urmă acceptă bucuroasă cererea lui în căsătorie. De acum, bucuria și mulțumirea vor domni în Împărăția de la Miezul Nopții.

## Distribuție
- Alena Vránová – prințesa Krasomila
- Vladimír Ráž – regele Miroslav
- Stanislav Neumann – regele Regatului de la Miezul Nopții, tatăl lui Krasomila
- Mária Sýkorová – bona
- Jaroslav Seník – ministrul Jakub
- Miloš Kopecký – cancelarul
- Oldřich Dědek – maestrul de ceremonii
- Karel Effa – trezorierul
- Gustav Heverle – Vitek
- Josef Hlinomaz – colectorul de taxe regale
- Luděk Mandaus – crainicul
- Bohuslav Čáp – cizmarul
- Otomar Korbelář – un țăran
- Jarmila Kurandová – nevasta țăranului
- František Kovářík – morarul
- Terezie Brzková – morărița
- František Hanus – cărbunarul
- Nita Romanečová – nevasta cărbunarului
- Jana Werichová – fiica țăranului, Madlenka
- Vladimír Bejval – fiul țăranului, Ivánek
- Miloš Nesvadba – prințul Țării Soarelui Apune

## Lansare
Filmul Prințesa trufașă a avut premiera în Praga pe data de 26 septembrie 1952.
În România premiera filmului a avut loc la data de 16 noiembrie 1953 la cinematografele „Patria”, „Înfrățirea între popoare” și „București” din capitală.